# 321484 Marsaalam
321484 Marsaalam este o planetă minoră (asteroid) din centura de asteroizi. A fost descoperită pe 17 septembrie 2009 la Spețialnaia astrofiziceskaia observatoria RAN⁠(d) de Timoer Valerievitsj Krjatsjko⁠(d). 
Obiectul prezintă o orbită caracterizată de o semiaxă mare de 3,1353009974356 UAi, o excentricitate de 0,12, o înclinație de 15,3 ° în raport cu ecliptica.